# Artă figurativă

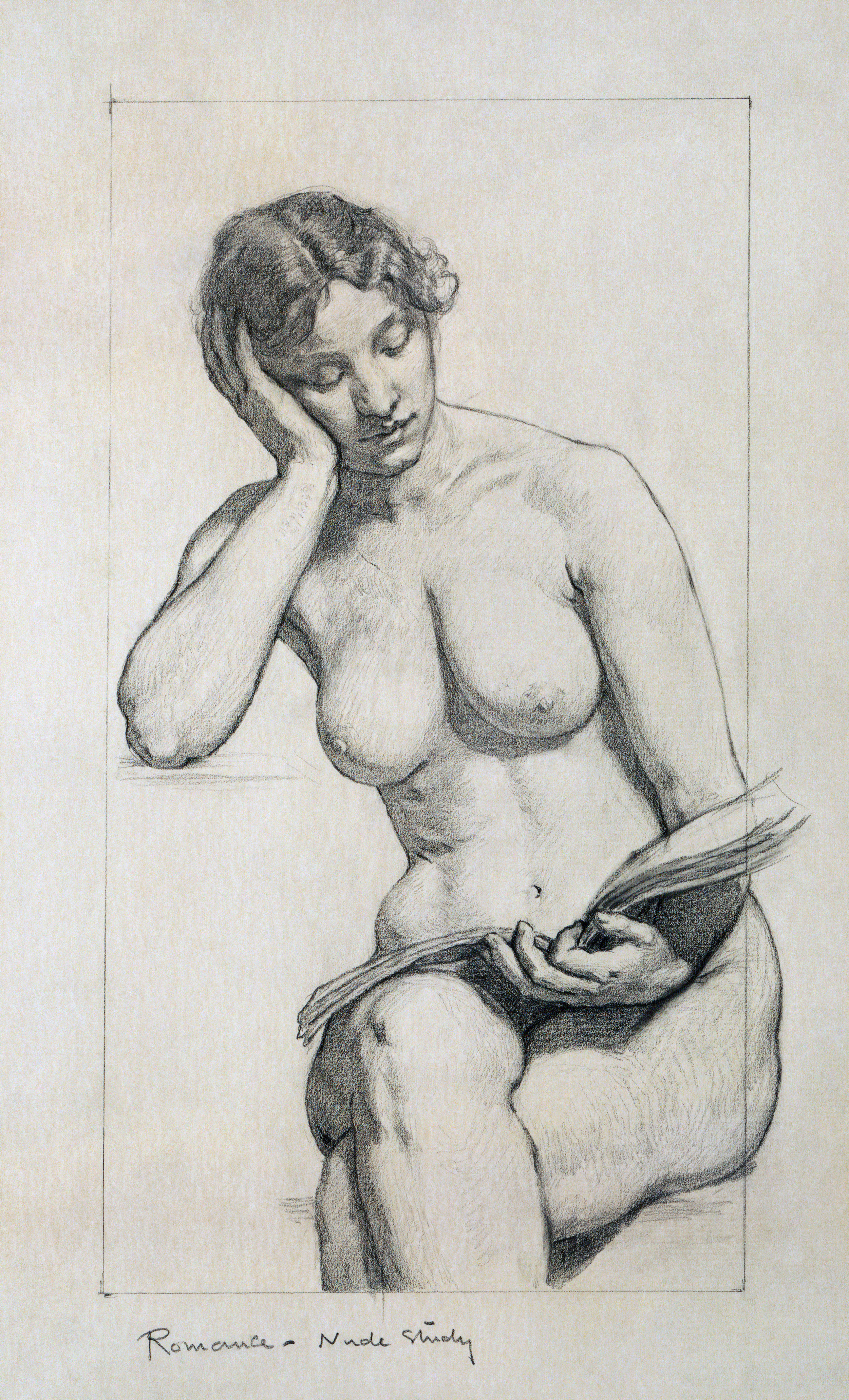
Kenyon Cox, Studiu nud, 1896, Kenyon Cox a fost un susținător puternic al artei figurative.

Arta figurativă, sau figurativism, descrie lucrări de artă, în special picturi și sculpturi, care sunt în mod clar derivate din surse de obiecte reale, și sunt, prin urmare reprezentative, prin definiție.

## Definiție
Termenul „artă figurativă” este deseori folosit pentru a descrie ca o arta care reprezintă figura umană, sau chiar o figură animală, și, deși adeseori e cazul, nu este și neapărat așa:
| “ | De la sosirea artei abstracte, termenul de figurativ fost folosit pentru a desemna orice formă de artă modernă, care își păstrează puternic referințele la lumea reală. | ” |

Pictura și sculptura, prin urmare, pot fi împărțite în categorii de figurativ, reprezentativ și abstract, deși, strict vorbind, arta abstractă este derivată (sau abstractizată), dintr-o sursă figurativă sau din altă sursă naturală. Cu toate acestea, termenul este folosit uneori ca sinonim pentru arta non-reprezentativă și arta non-obiectivă, de exemplu, arta care nu are nici o derivare din figuri sau obiecte.

## Elemente formale
Elementele formale, acele efecte estetice create prin proiecție, de care arta figurativă este dependentă, includ, linia, forma, culoarea, lumina și întunericul, masa, volumul, textura, și perspectiva,, deși ar trebui să se precizeze că aceste elemente de proiectare, de asemenea, ar putea juca un rol important în crearea altor tipuri de imagini artistice - dspre exemplu arta abstractă, sau non-reprezentativă sau arta bi-dimensională non-obiectivă. Diferența este că, în arta figurativă aceste elemente sunt utilizate pentru a crea o impresie sau iluzie de formă și spațiu, și, de obicei, pentru a crea un accent în narațiunea portretizată.

## Evoluție
Arta figurativă, însăși se bazează pe o înțelegere tacită de forme abstractizate: figura sculpturii din Grecia antică nu a fost naturalistă, deoarece formele sale au fost geometrice și idealizate. Ernst Gombrich sa referit la strictetile a acestei imagini schematice, aderarea la ceea ce era deja cunoscut, mai degrabă decât ceea ce este văzut, ca "metoda egipteană", o aluzie la claritatea bazată pe de memorie din imagini ale artei egiptene.

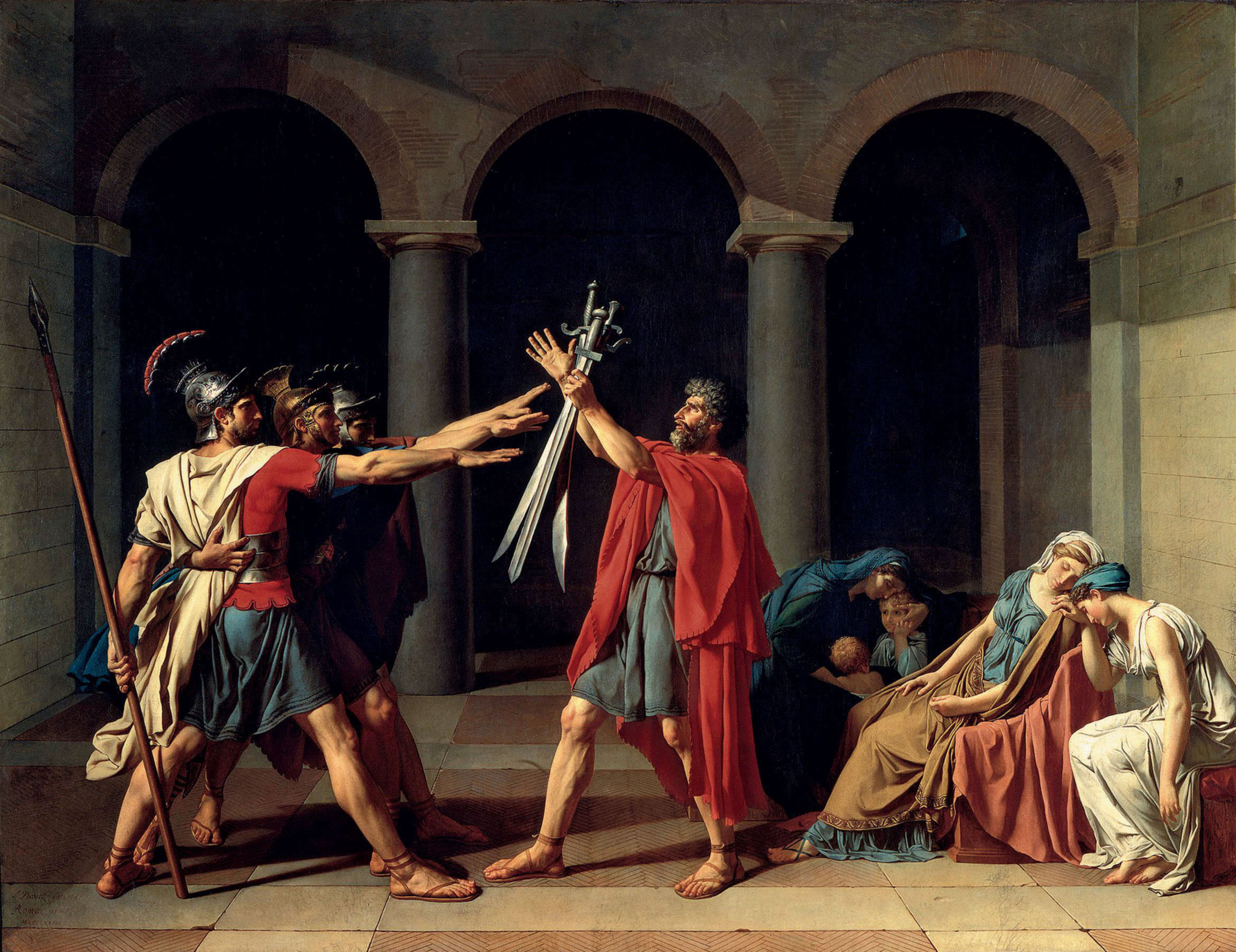
Jacques-Louis David. Jurământul Horațiilor, 1784

În cele din urmă idealizarea a dat calea observației, și artei figurative ce a echilibrat ideal, geometria cu un realism mai mare, vazut în sculptura clasică din anul 480 î.Hr.  Grecii se refereau la dependența observației vizuale ca mimesis. Până la impresioniști, arta figurativă a fost caracterizată de încercări de a reconcilia aceste principii opuse.
De la începutul Renașterii, manierismul și barocul din secolele al 17-lea și al 18-lea, respectiv pictura figurativă a secolelor al 19-lea și al 20-lea, și-au extins în mod constant parametrii săi. Nicolas Poussin (1594 - 1665), un pictor francez al stilului clasic, a cărui operă prezintă în principal claritatea, logica și ordinea, favorizând linia în detrimentul culorii, a servit ca alternativă stilului baroc, ce fusese mai mult narativ din secolul al 17-lea.
Datorită clarității stilului său, Poussin a fost sursa de inspirație majoră pentru artiștii de orientare clasică precum Jacques-Louis David, Jean-Auguste-Dominique Ingres și Paul Cezanne. Creșterea valorii artei neoclasice a lui Jacques-Louis David a generat în cele din urmă reacțiile artistice realiste ale lui Gustave Courbet și Manet Edouard, care, implicit, vor prefigura astfel nașterea artei figurative multi-fațetate a secolului 20.

## Galerie

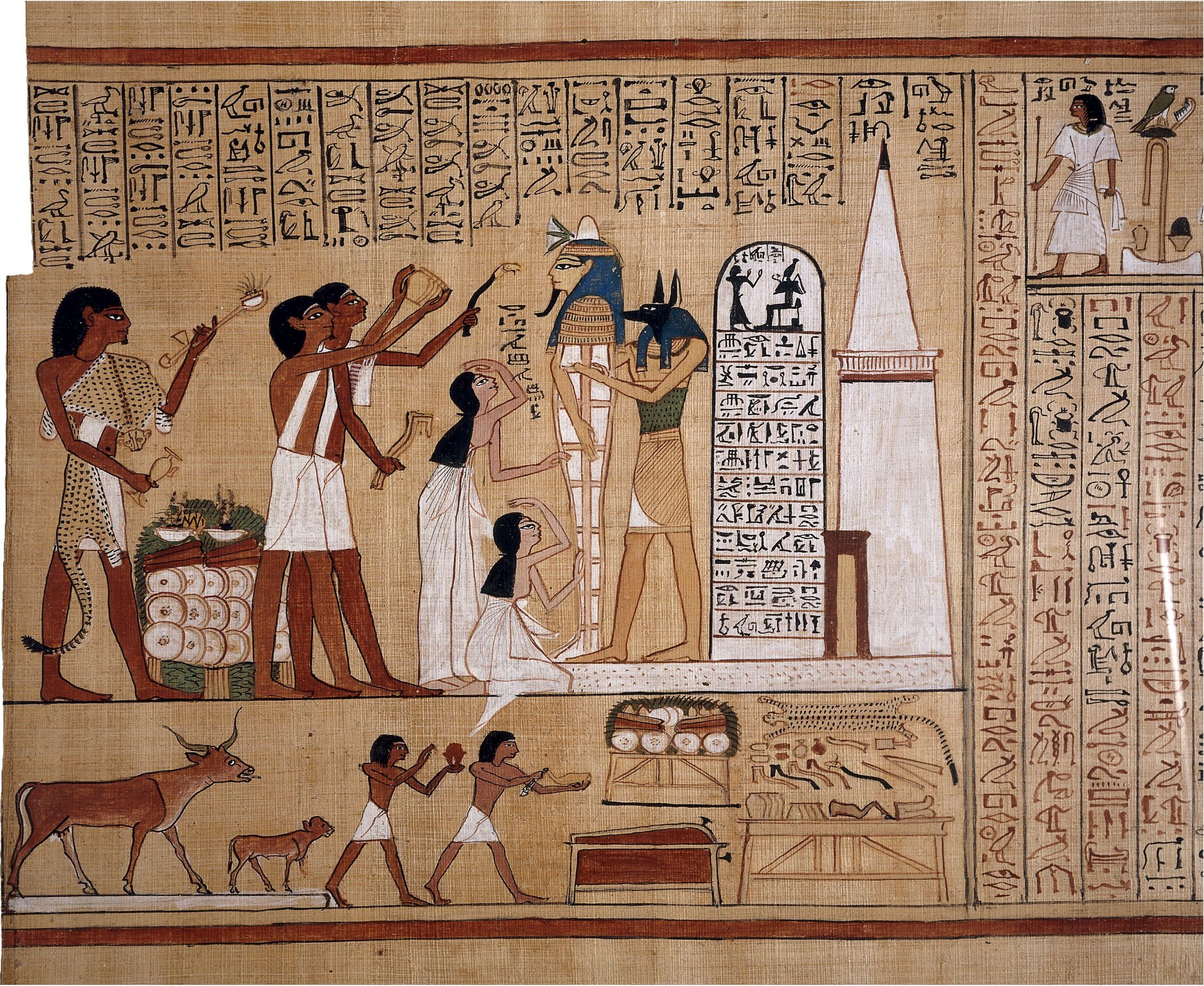
Pictură din Egiptul Antic
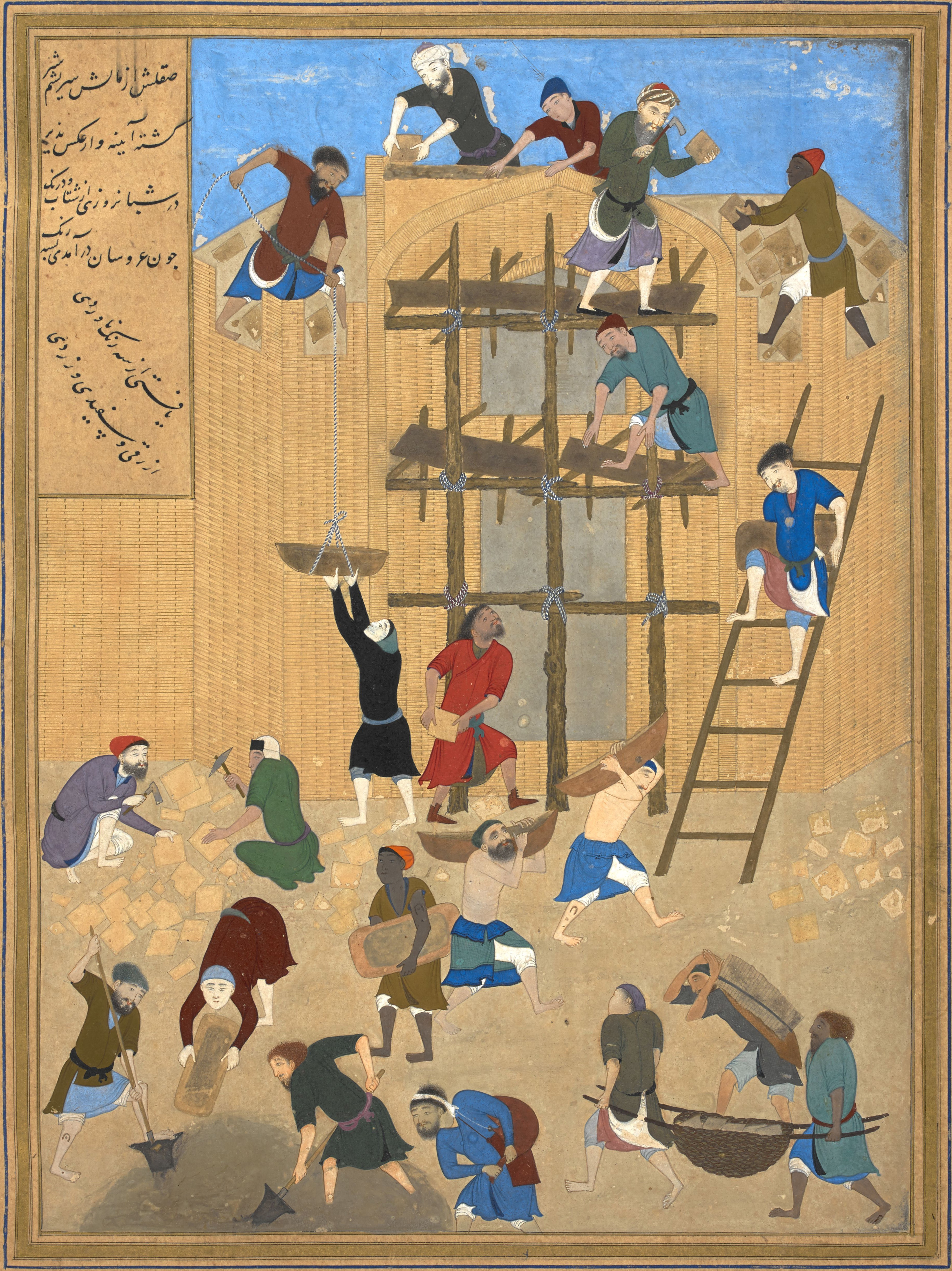
Kamāl ud-Dīn Behzād, Construcția castelului Khornaq, în al-Hira, c. 1494-1495
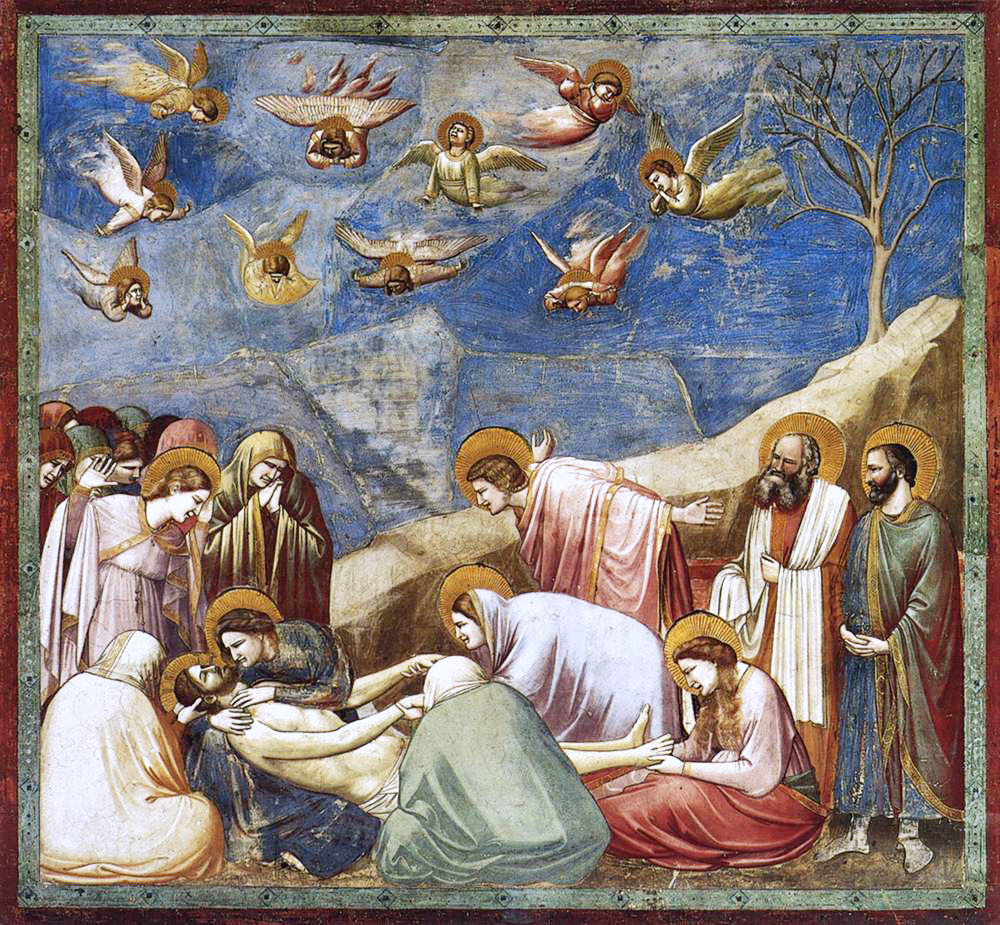
Giotto, Tînguirea, c. 1305, Scrovegni Chapel
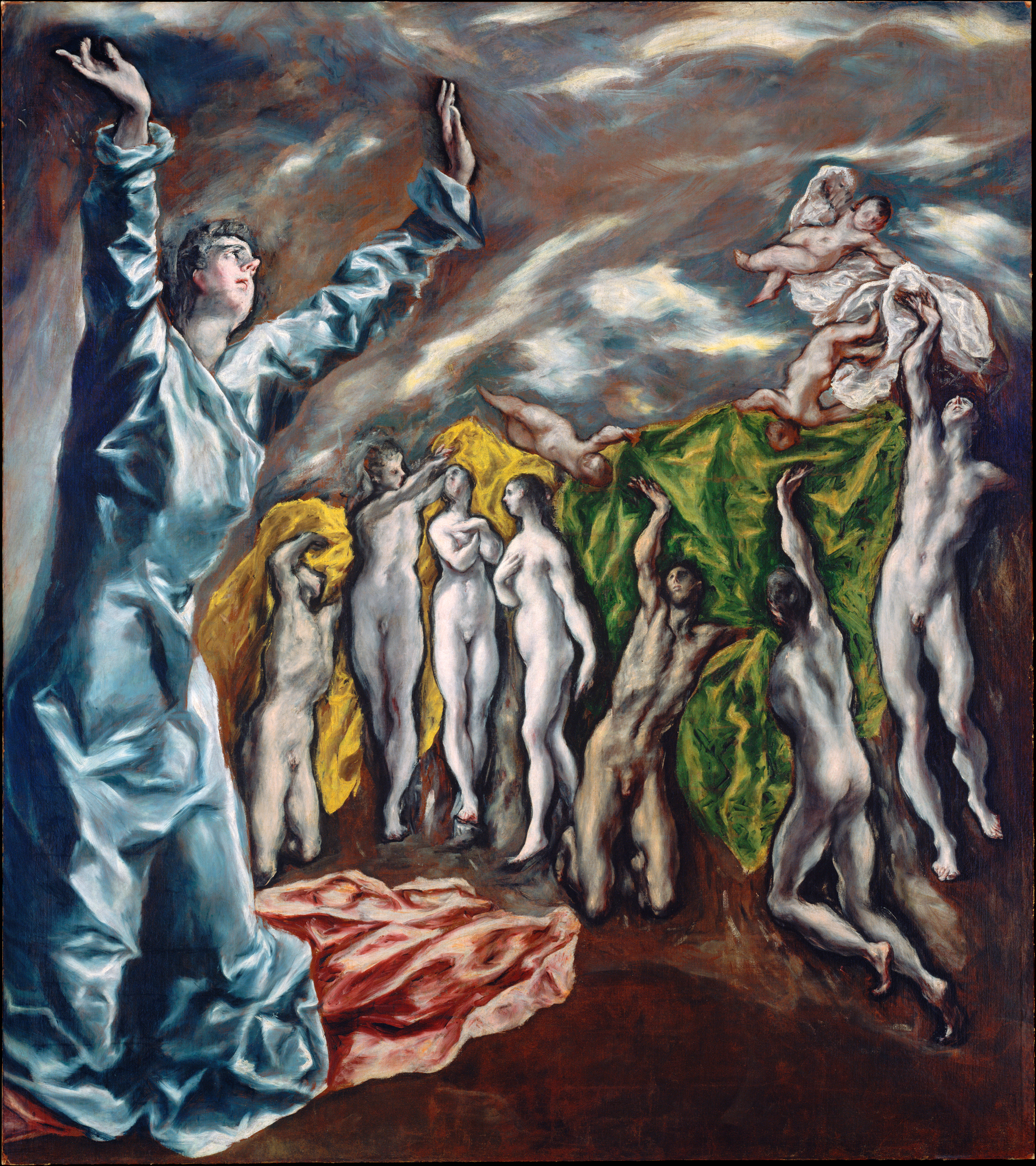
El Greco, Deschiderea celei de-a cincea pecete 1608-1614, Metropolitan Museum of Art, New York City
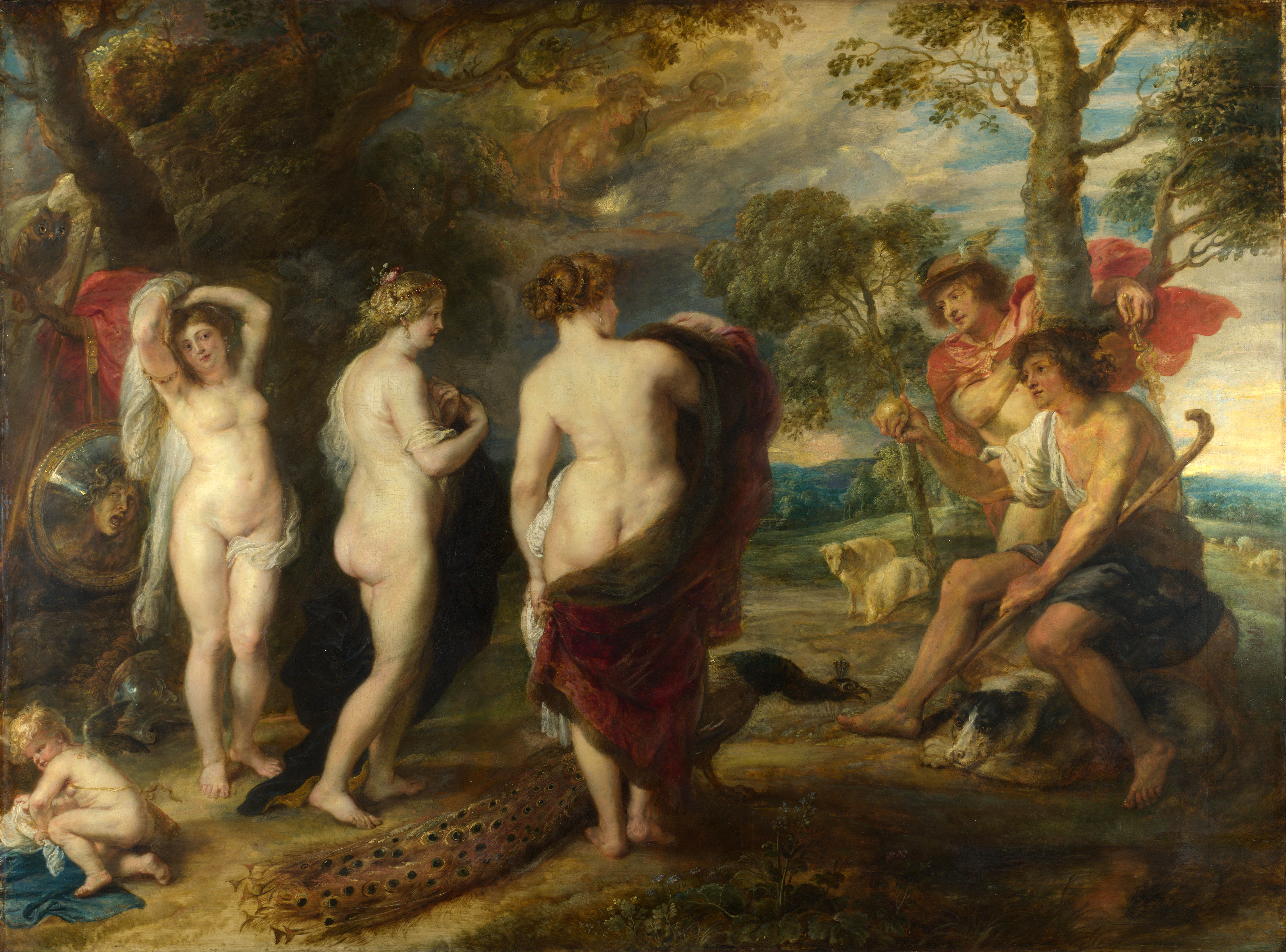
Peter Paul Rubens, Judecarea lui Paris, c. 1636, National Gallery, London
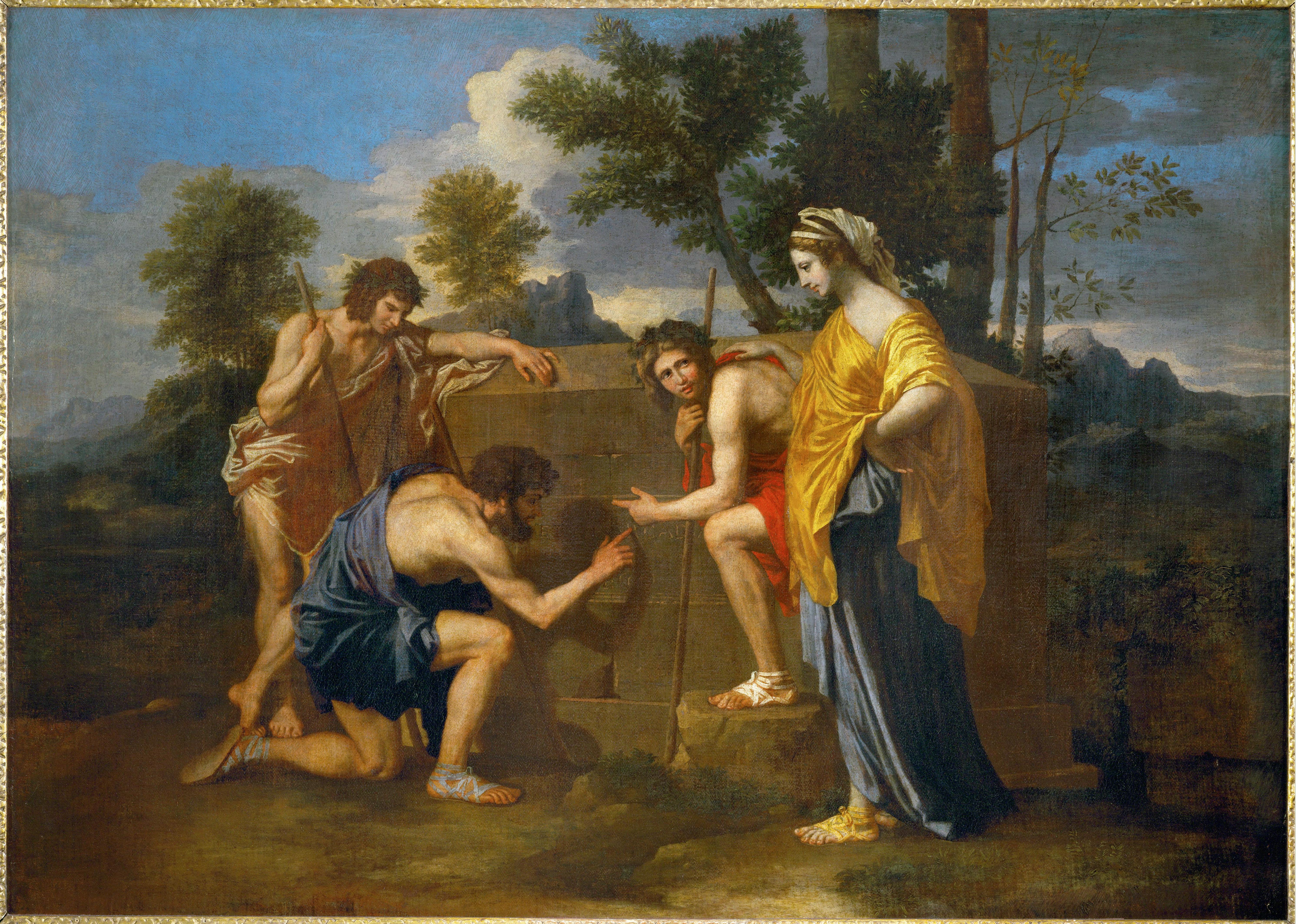
Nicolas Poussin, Et in Arcadia ego (Les Bergers d’Arcadie), late 1630s, the Louvre
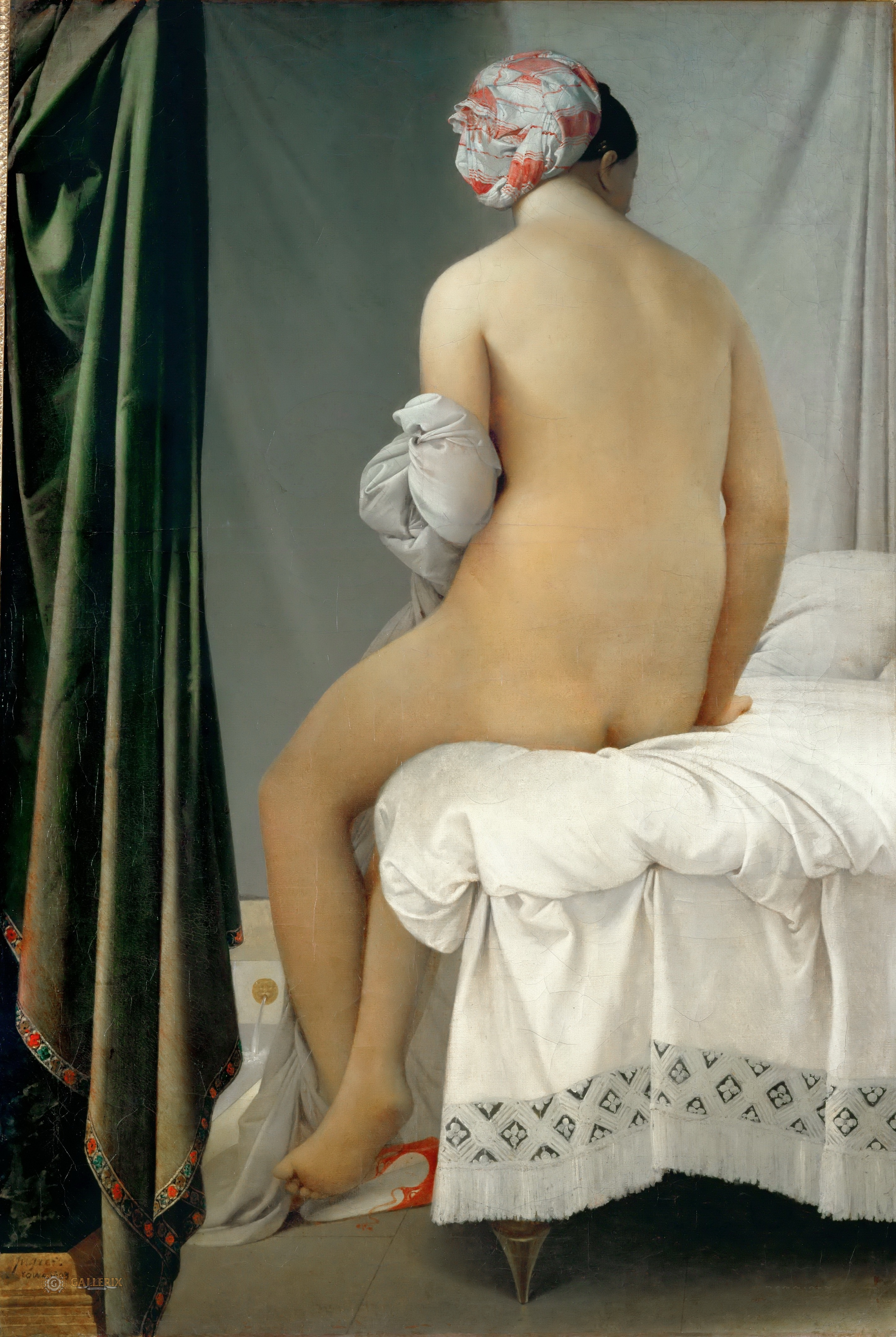
Jean Auguste Dominique Ingres, The Valpinçon Bather, 1808, the Louvre
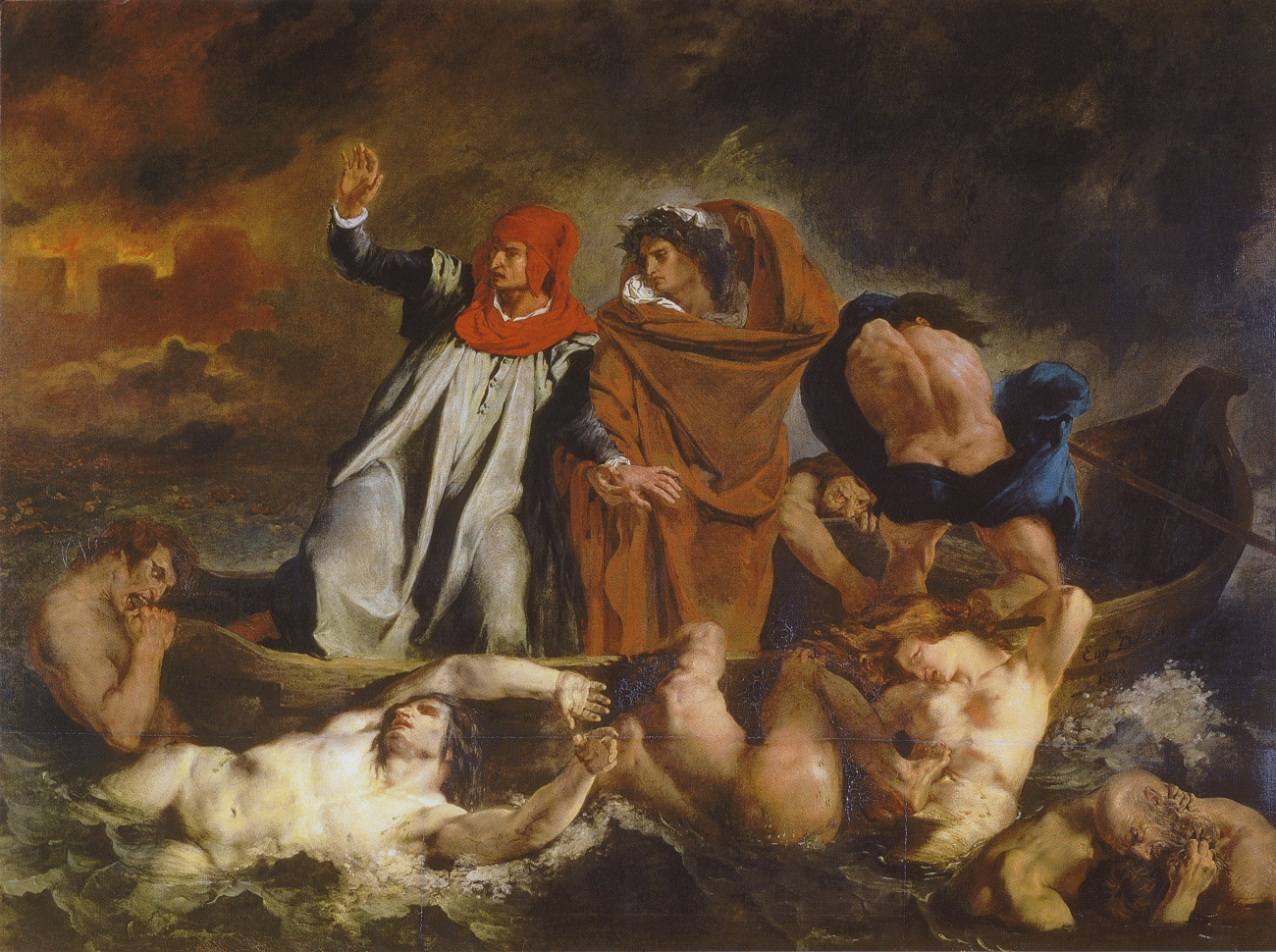
Eugène Delacroix, The Barque of Dante, 1822, the Louvre
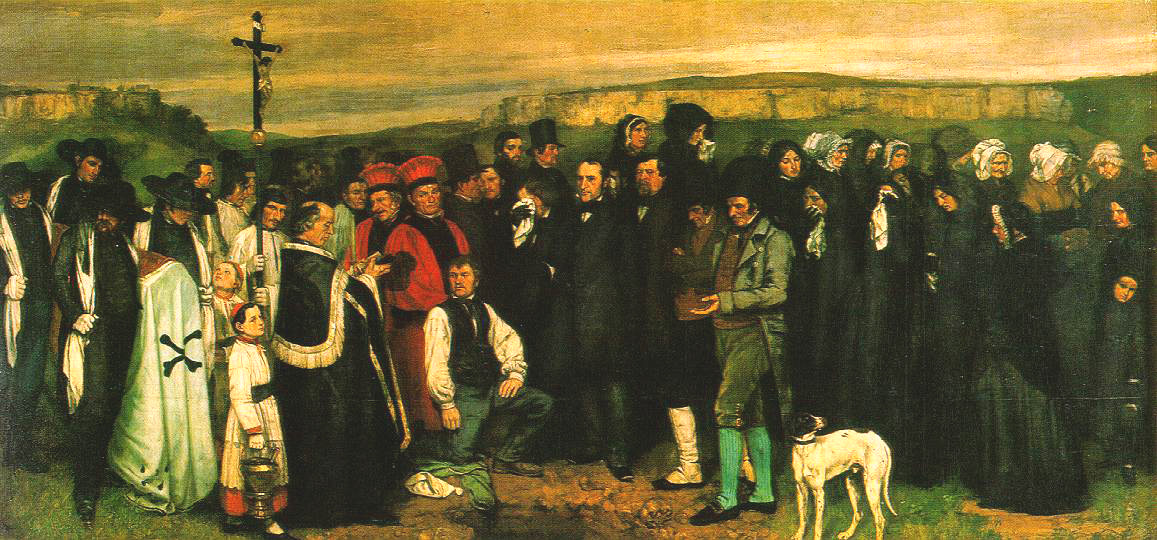
Gustave Courbet, O înmormântare la Ornans, 1849-1850, Musee d'Orsay, Paris
Édouard Manet, Muzicianul bătrân, 1862, National Gallery of Art Washington, DC
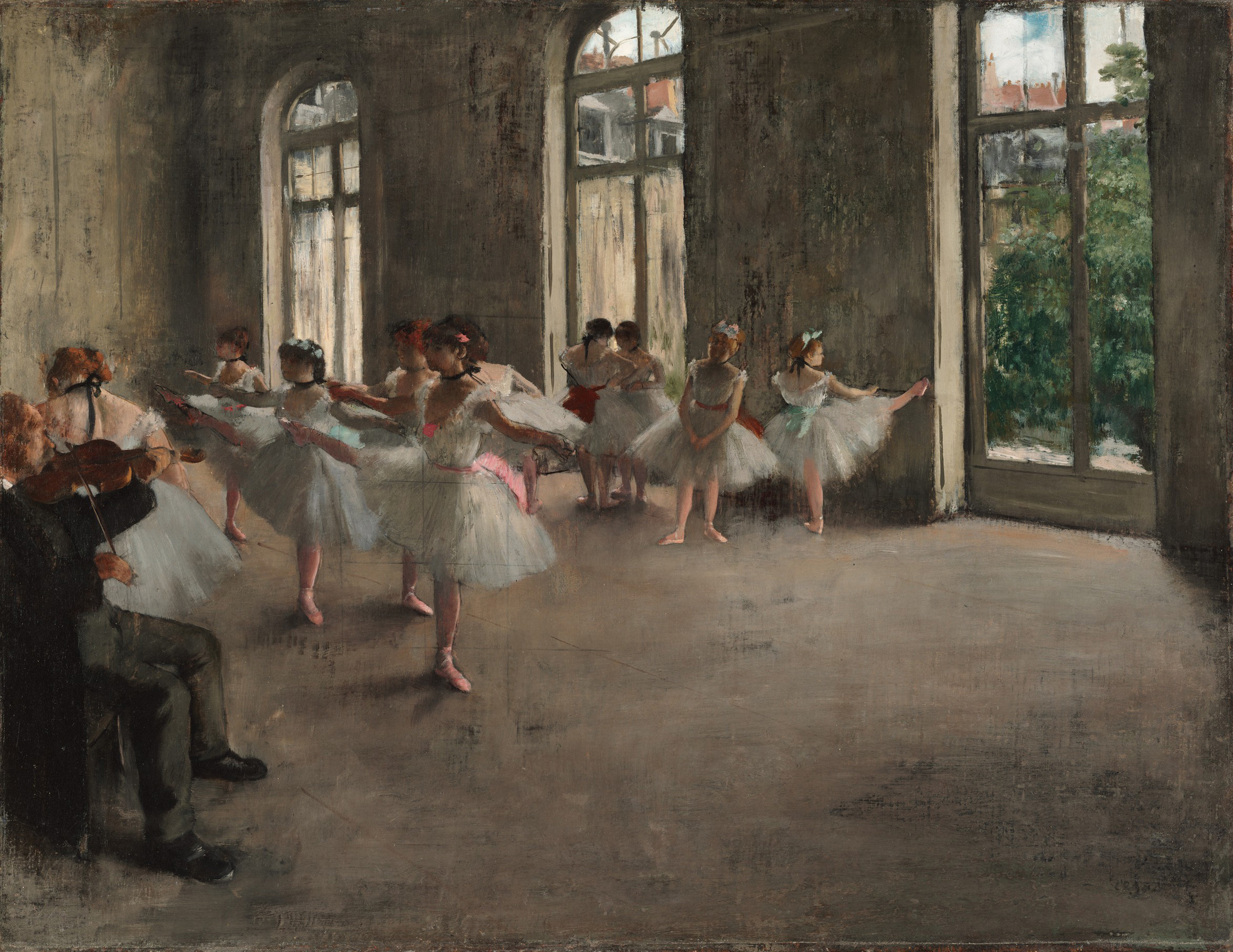
Edgar Degas, Ballet Rehearsal, 1873, The Fogg Art Museum, Cambridge, Massachusetts
Pierre-Auguste Renoir, Dans la Le Moulin de la Galette (Bal du moulin de la Galette), 1876, Musée d'Orsay
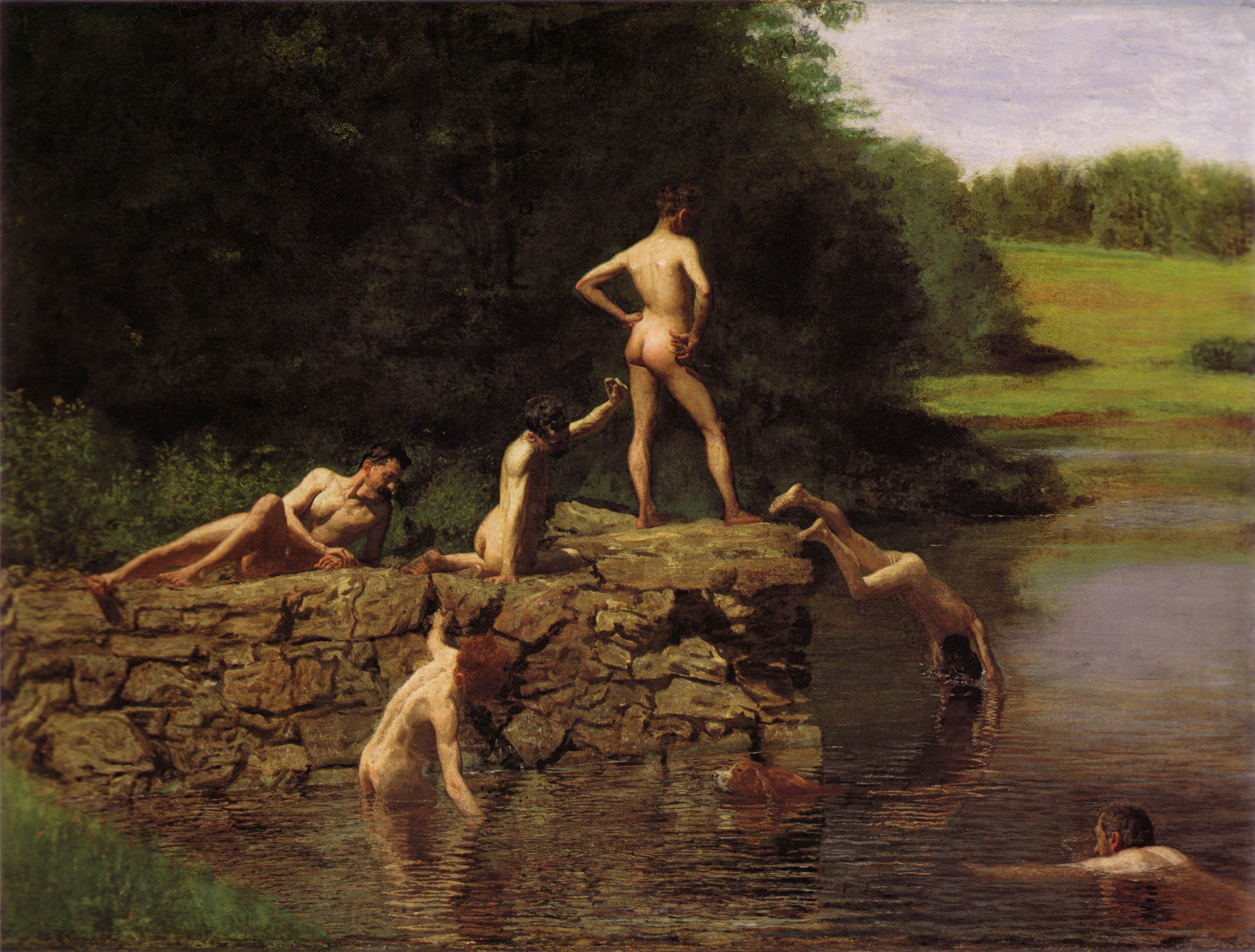
Thomas Eakins, The Swimming Hole, 1884-5, Amon Carter Museum, Fort Worth, Texas
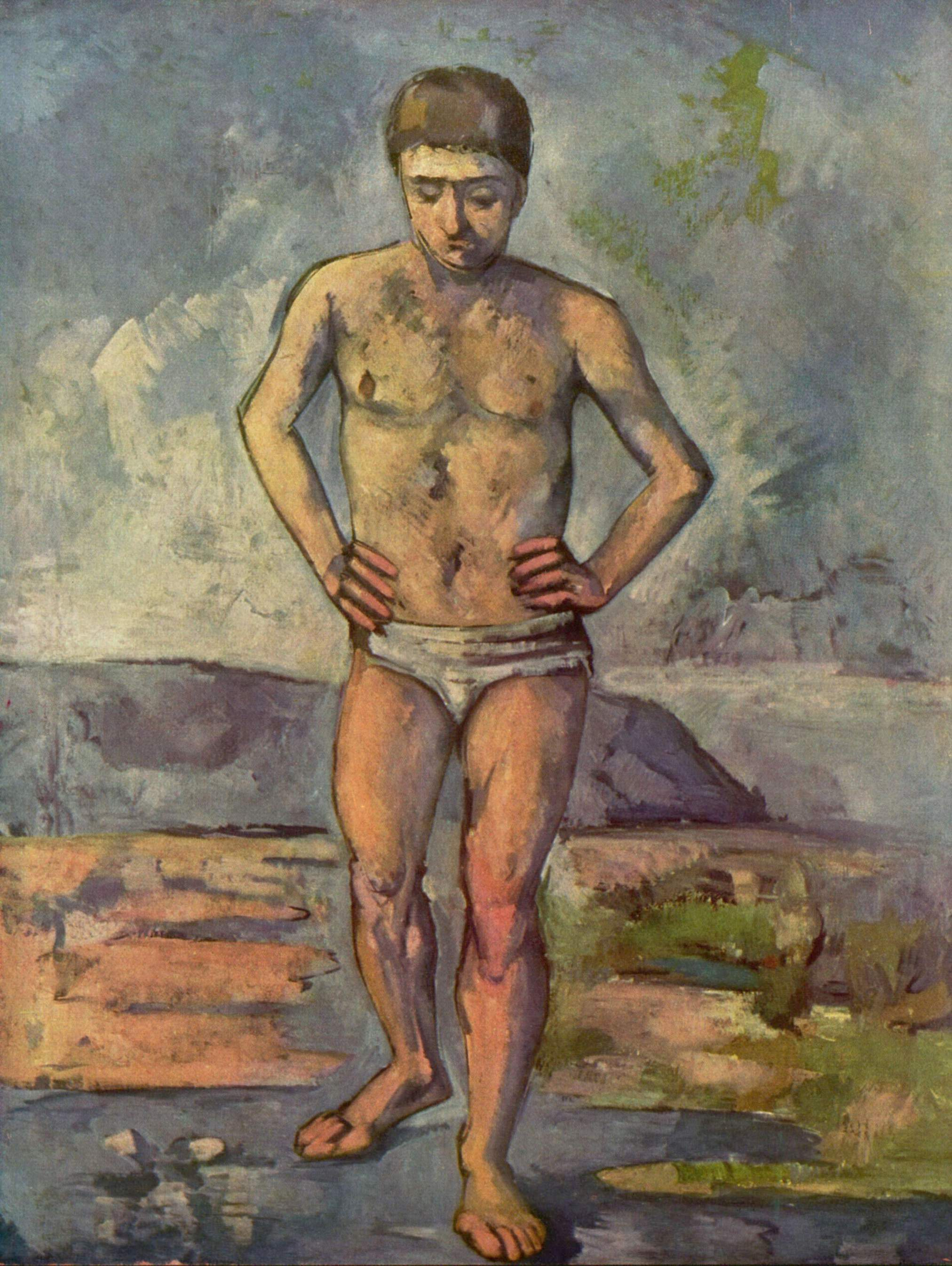
Paul Cézanne, Bather, 1885-1887, Museum of Modern Art
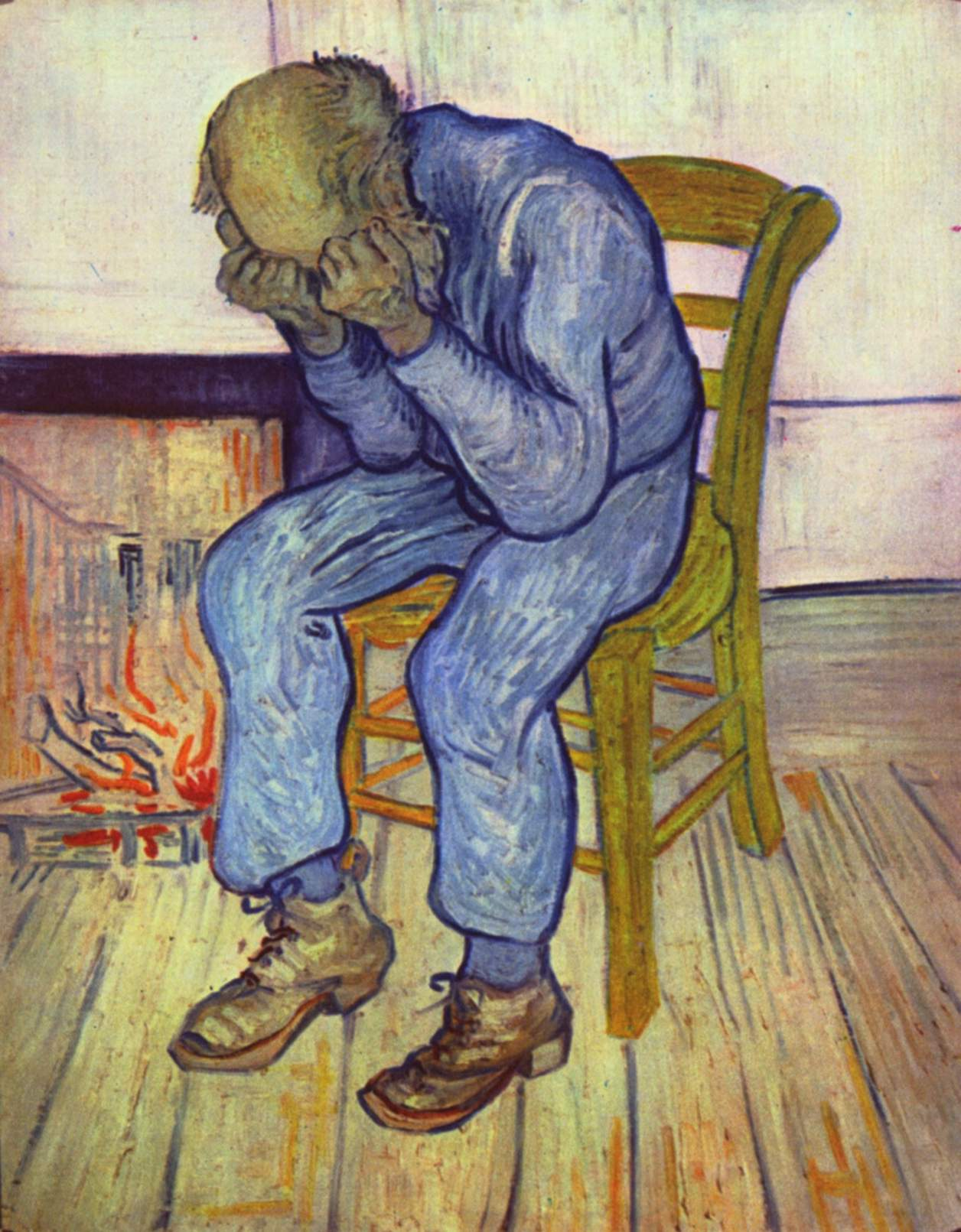
Vincent van Gogh, On the Threshold of Eternity, 1890, Kröller-Müller Museum
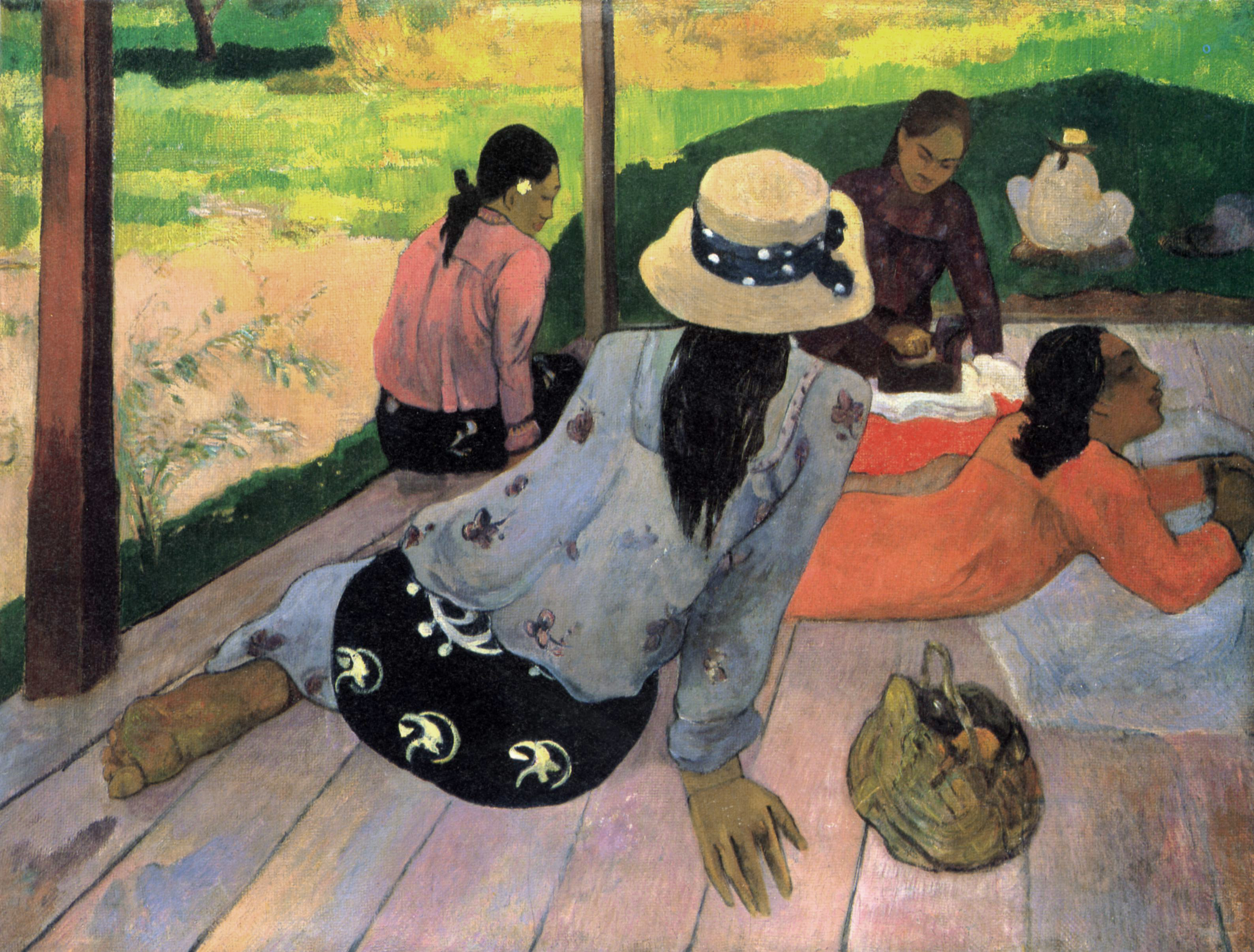
Paul Gauguin, The Midday Nap, (1894)
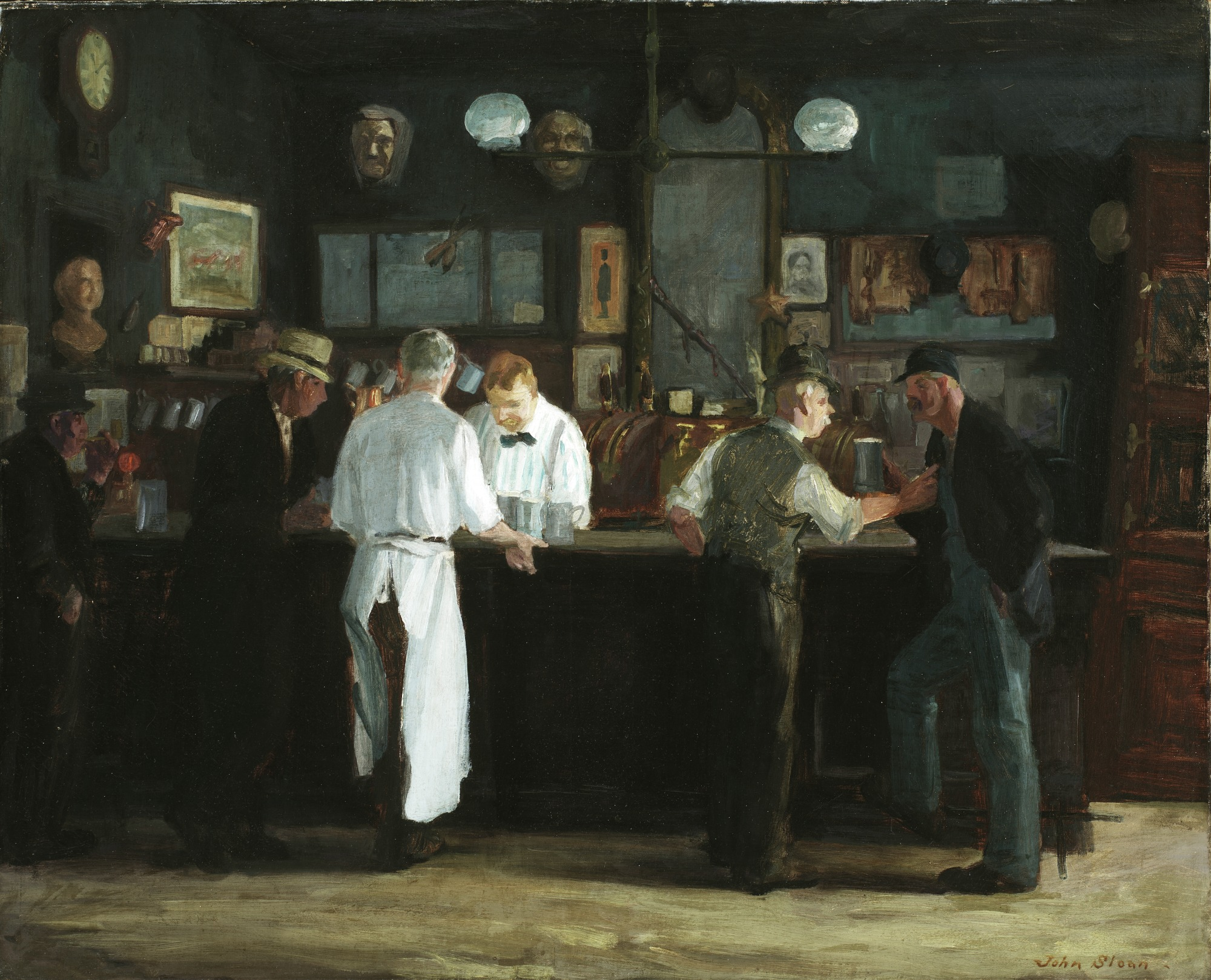
John French Sloan, McSorley's Bar, 1912, Detroit Institute of Arts
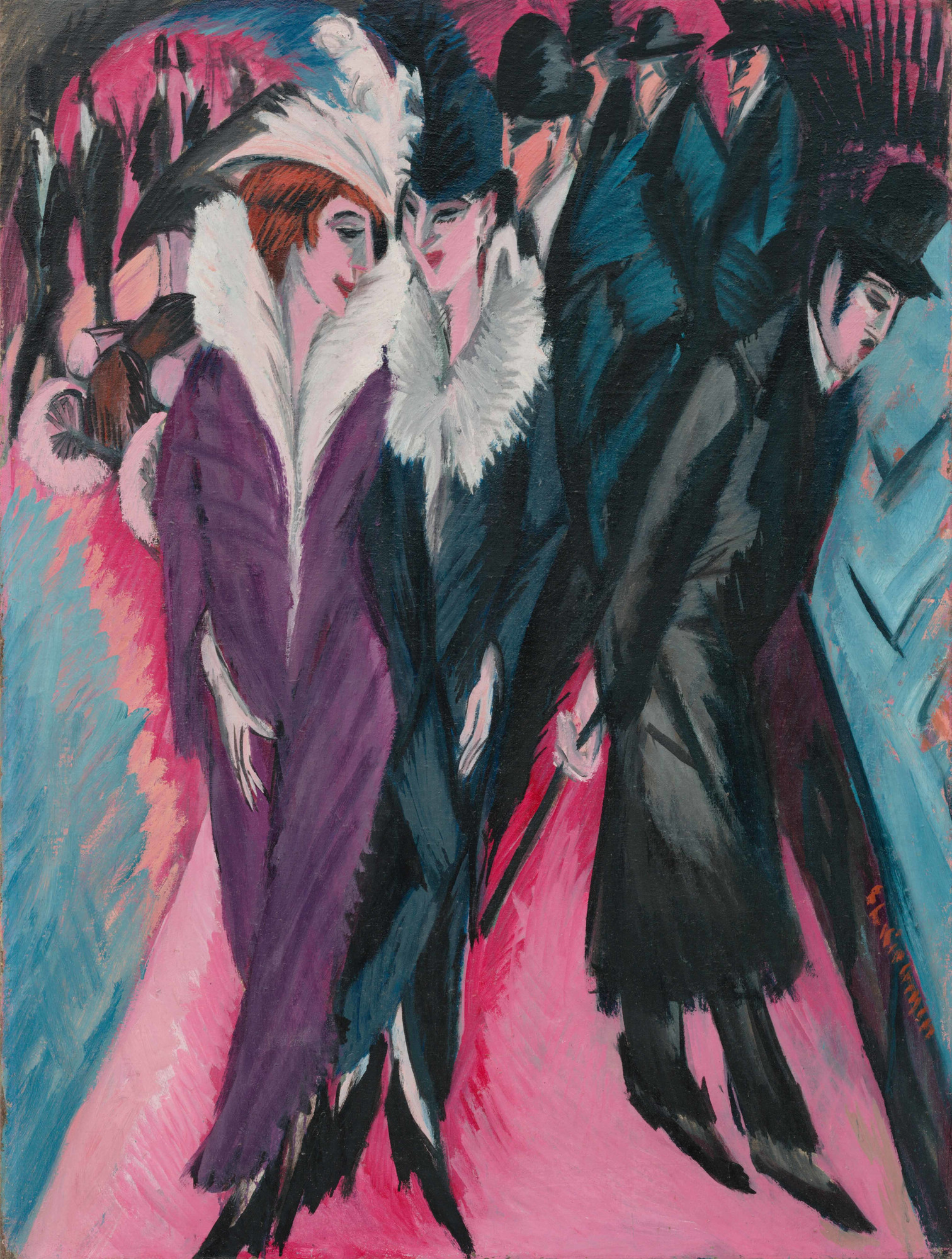
Ernst Kirchner, Berlin Street, 1913
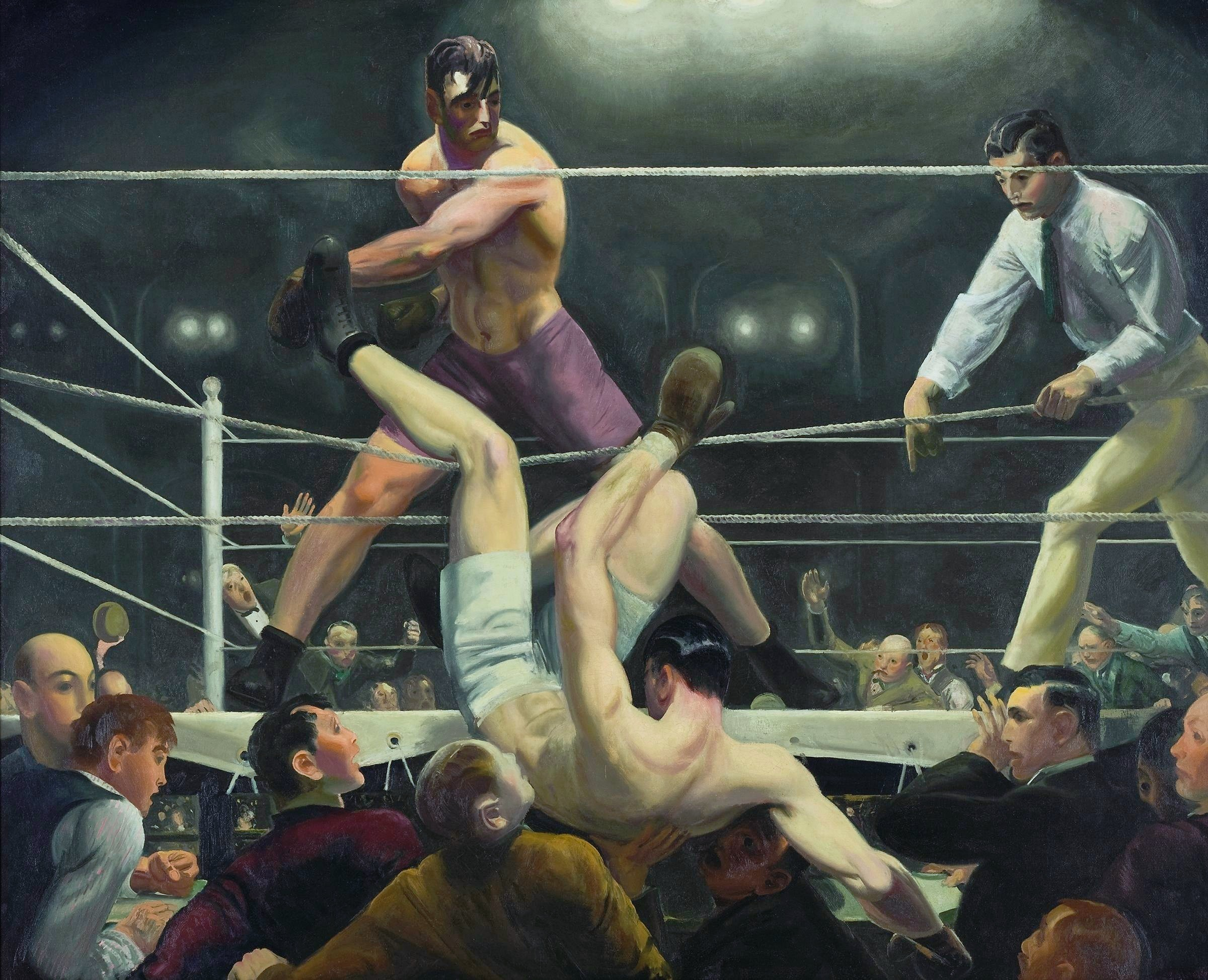
George Bellows, Dempsey and Firpo (1924), Whitney Museum of American Art